# Fredrik Stoor
Fredrik Stoor (ur. 28 lutego 1984 roku w Sztokholmie) – szwedzki piłkarz występujący na pozycji prawego obrońcy. Zawodnik Fulham.

## Kariera
Do londyńskiego klubu przybył z norweskiego Rosenborga Trondheim, w którym grał od 2006 roku. Karierę piłkarską rozpoczął w Hammarby IF.
Stoor dostał powołanie do reprezentacji Szwecji na EURO 2008. W kadrze narodowej zadebiutował 13 stycznia 2008 w wygranym 1:0 meczu z Kostaryką. Na Euro 2008 wystąpił w trzech spotkaniach: z Grecją (2:0), z Hiszpanią (1:2) oraz z Rosją (0:2).